# Soldier of Fortune (videohra)
Soldier of Fortune je FPS akční videohra, jejímž obsahem je boj proti terorismu, který se odehrává na různých místech světa. Tvůrcem hry je společnost Raven Software a hra byla vydána společností Activision v roce 2000. Hru lze hrát i ve více hráčích.

## Děj
Děj se odehrává v letech 2000 a 2001. Hráč se ve hře jako hlavní postava jmenuje John Mullins, který pracuje pro organizaci s názvem The Shop, která bojuje proti terorismu. V Rusku dojde ke krádeži čtyř nukleárních hlavic, což má na svědomí afrikánská neonacistická organizace The Order, kterou vede jihoafrický plukovník Sergei Dekker. The Shop se tak obává, že padnou do špatných rukou a vysílá proto Johna a jeho parťáka Hawka do světa, aby tomu zabránili.
Na začátku musí John s Hawkem zasáhnout v newyorském metru, kde jsou civilisté terorizováni rasistickým gangem. Okolnosti však Johna přimějí k otázce, zda nejde o mnohem hrozivější záležitost.
První z ukradených hlavic byla prodána a míří neznámo kam do Afriky, proto je John dále vyslán do Ugandy, aby jedoucí vlak s hlavicí zničil.
Druhá hlavice s krycím jménem QUEEN BEE se dostala do válečného Kosova, kde se Hawkem musí probojovat kanalizací přes město až na vojenskou základnu, kde se hlavice nachází.
Třetí z hlavic s krycím jménem NEST EGG se dostala do střežené chemické továrny na zasněženém sibiřském ostrově Uyedineniya, kam je John poslán. Zde musí zabránit jejímu odpálení.
Poslední, čtvrtá hlavice s krycím názvem LIGHTFOOT, se nachází v Iráku. S Hawkem se John musí prostřílet přes město až na letiště, kde se zbraň nachází.
The Shop si náhle uvědomí, že plukovník Dekker je přímo napojený na vůdce rasistického gangu, kterému dodává zbraně. John se tak vydává zjistit více informací o skupině The Order. Dozvídá se též o jménu Jessica Six, jehož identita není dosud známá.
Poté, co se John dozví o raketové továrně v Súdánu, jede s Hawkem do Afriky továrnu zničit. Tam však tváří v tvář narazí na samotného plukovníka Dekkera, který zajal Hawka a kterého též zabije.
John se následně vydává do Tokia. Jméno Jessica Six má souvislost s vývojem zbraní japonskou firmou Sunni. John se musí probojovat do budovy, aby získal další informace.
Když vyjde najevo, že Jessica Six jsou data pro vojenský projekt, vedou další stopy zpět do Iráku ke generálovi Amu, který obchodoval s plukovníkem Dekkerem. John má za úkol zjistit informace a znehodnotit irácký jaderný program.
Získané informace nakonec vedou do Německa, kde byla organizace The Order založena. John je vysazen na hradě poblíž Hannoveru, kde organizace sídlí a za úkol má zabránit odpálení neutronové bomby na budovu OSN, kterou Dekker za peníze získané z prodeje vyvíjel.

## Obsah

### Vybavení
Hra obsahuje celkem 11 střelných zbraní (včetně mikrovlnné pušky), nůž, ruční a oslepovací granáty, C-4, brýle pro noční vidění a neprůstřelnou vestu. Podle toho, kolik má hráč odehraných levelů, je k dispozici širší výběr zbraní.

### Postavy
| Jméno postavy  | Charakteristika | Hlasové obsazení      |
| -------------- | --- | --------------------- |
| John Mullins   | Hlavní hrdina hry. Byl inspirován skutečným stejnojmenným žoldákem, který byl při vývoji hry konzultantem. | Todd Susman           |
| Hawk Parsons   | Na nějakou dobu bude Johnův silný doprovod. Avšak pouze do doby, kdy ho jeho a Johnův hlavní nepřítel Sergei Dekker zastřelí.                                                                                         | Michael Clarke Duncan |
| Sam Gladstone  | Další z pomocníků, který Johnovi poskytuje nejrůznější zbraně. Vlastní knihkupectví, ve kterém je tajný vchod do inventáře a kde se John síťově spojuje s protiteroristickou organizací The Shop, pro kterou pracuje. | Tom Wyner             |
| Sergei Dekker  | Plukovník, který ukradl čtyři ruské hlavice. Je bratr Wilhelma Dekkera. Když v Jihoafrické republice skončil apartheid, se svými příznivci ze země utekl. Má spadeno na OSN.                                          | Earl Boen             |
| Wilhelm Dekker | Wilhelm "Sabre" Dekker je bratr Sergeie Dekkera. Je vůdcem rasistického gangu, který si našel působiště v Newyorském metru. Sergei mu dodává zbraně.                                                                  | Brian Thompson        |

### Lokace
| Země                         | Země     | Lokace                       |
| ---------------------------- | -------- | ---------------------------- |
| USA                          | USA      | New York, stát New York (2×) |
| Uganda                       | Uganda   | Soroti                       |
| Svazová republika Jugoslávie | Kosovo   | Gračanica                    |
| Rusko                        | Rusko    | ostrov Uyedineniya, Sibiř    |
| Irák                         | Irák     | Bagdád, Basra (2×)           |
| Súdán                        | Súdán    | Kordofan                     |
| Japonsko                     | Japonsko | Tokio                        |
| Německo                      | Německo  | Hannover                     |

## Krvavost
Hra obsahuje efekty, konkrétně extrémní krvavost po střelbě na objekt jako například na teroristu, detailní ustřelení nohy, ruky či hlavy.
Na rozdíl od nástupce v sérii Soldier of Fortune II: Double Helix si nelze v instalaci zvolit možnost bezkrvavosti.